# يقظة بن مرة
يقظة بن مرة القرشي من أكابر مكة وحنفائها. كان معاصراً لأمير مكة قصي بن كلاب.

## نسبه
يقظة بن مرة هو الأخ غير الشقيق لكلاب بن مرة جد بنو عبد شمس وبنو هاشم (الذي ينحدر منهم رسول الله محمد والصحابة علي بن أبي طالب وهند بنت عتبة وأبو سفيان بن حرب) وكذلك هو الأخ الشقيق لتيم بن مرة الذي ينحدر منه الصحابي والخليفة ابوبكر الصديق[بحاجة لمصدر].